# Everett Shinn
Everett Shinn (1876-1953) est un artiste peintre et illustrateur américain, au style réaliste et rattaché à l'Ash Can School.

## Biographie
Originaire d'une famille de fermiers Quaker du New Jersey, Everett se révèle très jeune doué pour le dessin. Il entre à 15 ans dans une école professionnelle de Philadelphie pour être dessinateur industriel. En 1892, il est admis à la Pennsylvania Academy of the Fine Arts, avec pour professeur Thomas Pollock Anshutz. Deux ans plus tard, il commence à livrer des dessins au journal The Philadelphia Press. C'est dans cette ville qu'il rencontre Robert Henri, William J. Glackens, George Luks et John French Sloan, artistes plus âgés que lui, mais tous passés par la même école d'art. Tous les cinq, qui se nomment entre eux, The Philadelphia Five, sont à l'origine de l'Ash Can School. La plupart s'installent à New York vers 1897. 
Dans le milieu des années 1890, Everett Shinn commence à produire des scènes de genre, utilisant le fusain comme médium de départ ; il trouve ses motifs dans le quotidien de la ville (rues, places, marchés), puis tout spécialement dans les lieux de spectacles, dont ceux de Broadway, peintures qui ne sont pas sans évoquer Edgar Degas, en plus nerveux, voire expressionniste. Sa palette, riche en couleurs, expriment sa passion pour la danse, le cirque, et les femmes. Il est certain qu'il effectua plusieurs voyages en Europe entre 1900 et 1908, visitant Londres et Paris, dont il rapporte des esquisses. Outre Degas, il semble avoir été marqué par Daumier, Lautrec et Walter Sickert.
En 1898, il épouse l'artiste Florence Scovel (1871-1940), dont il divorce en 1912. Il épouse en 1913, en secondes noces, Corinne Baldwin, dont il aura deux enfants. Par la suite, le couple se sépare, et Everett Shinn, dans les années 1920, au sommet de sa carrière, passe pour un collectionneur de femmes, et, criblé de dettes, devient la proie des tabloïds.
Il est sollicité par de nombreux magazines dès avant 1900. Ses collaborations, durant plus de vingt ans, se retrouvent dans New York World, embauché par Joseph Pulitzer, Ainslee's Magazine, Harper's Bazar, Vanity Fair, Life, Look, Puck, Metropolitan Magazine, Nash's Pall Mall Magazine, et Judge. 
En février 1908, il expose aux Macbeth Galleries (Manhattan), avec sept autres peintres, retrouvant ses amis Robert Henri, William Glackens, John French Sloan, George Luks, et auxquels se joignent Arthur Bowen Davies, Maurice Prendergast, et Ernest Lawson. La presse les surnomment The Eight.
En 1913, Everett Shinn ne participe pas, contrairement à ses amis artistes, à l'Armory Show. Dès cette époque, il s'affirme anti-moderniste, tournant le dos aux principales avant-gardes picturales. 
Sa dernière grande exposition est organisée par Knoedler en 1920. Il semble ne plus exposer jusqu'en 1937. Cette année-là, le Whitney Museum organise une rétrospective sur l'Ash Can School.
Dans les années 1940, un certain nombre de ses œuvres sont acquises par des musées américains. Cependant, les dernières années de sa vie sont assombries par des problèmes financiers récurrents.
Il meurt en 1953 à New York, des suites d'un cancer de la gorge.
Dans le roman The "Genious" (1915) de Theodore Dreiser, le personnage principal serait inspiré de la vie d'Everett Shinn.

## Galerie

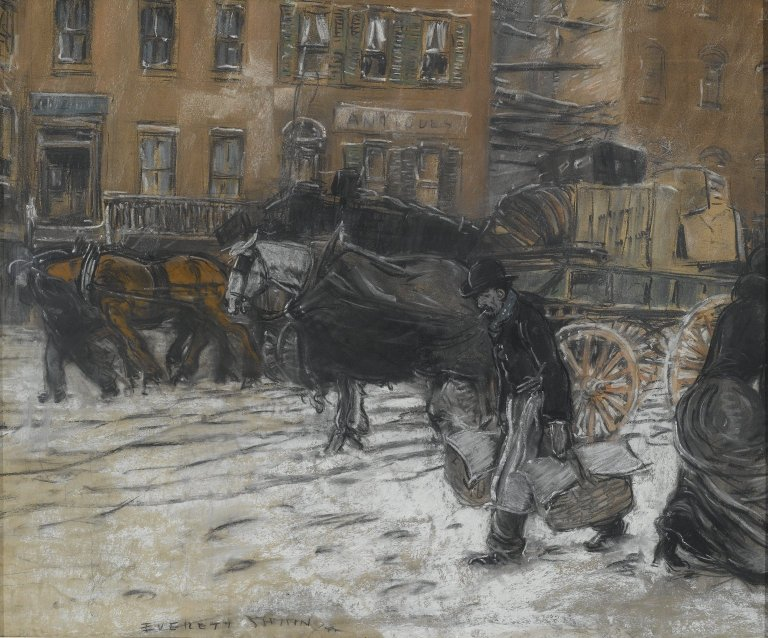
Winter on 21st Street, New York, 1899, Brooklyn Museum
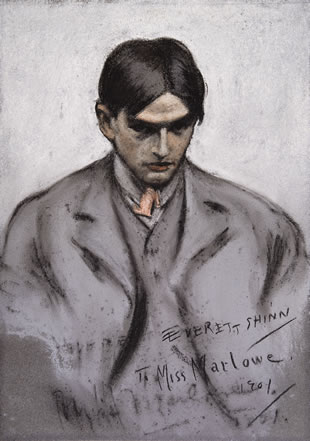
Autoportrait au fusain, 1901
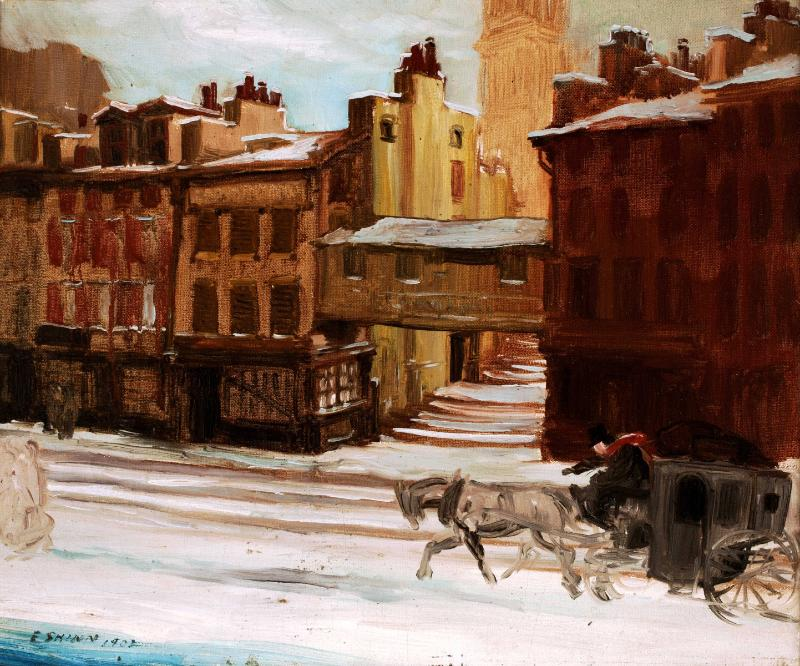
Paris Street, No. 2, 1902, New Britain Museum of American Art
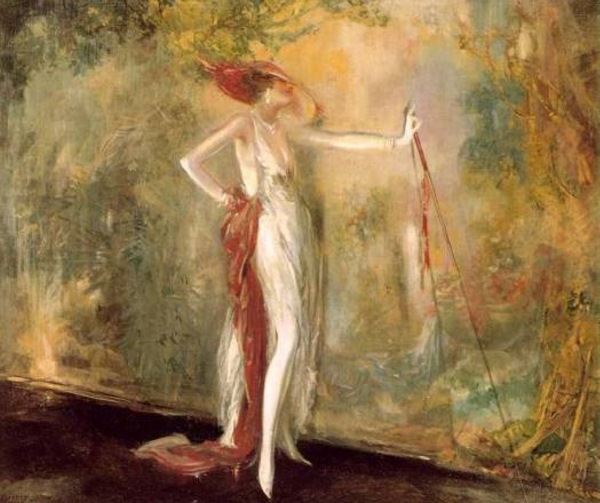
The Revue, 1915
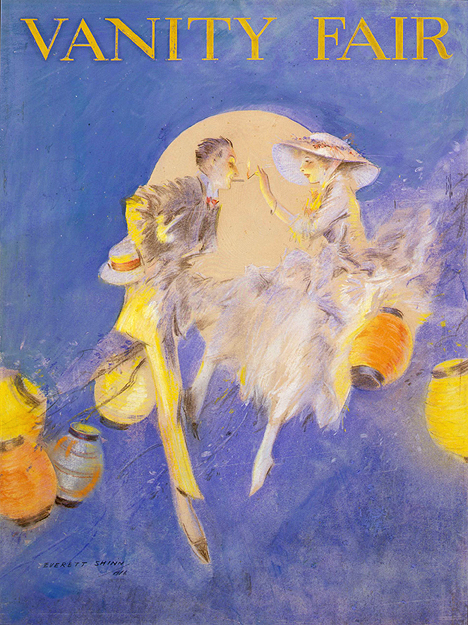
Couverture de Vanity Fair, juin 1916

## Ouvrages illustrés
- Owen Johnson, The Salamander, Indianapolis,  The Bobbs-Merrill Co., 1914.
- Eleanor Gates, We Are Seven: A Three-Act Whimsical Farce, The Arrow Publishing Company, 1915.
- Henry Kitchel Webster, Real Life: Into wich Miss Leda Swan of Hollywood makes an Adventurous Excursion, Bobbs-Merrill, 1921.
- Ida A. R. Wylie, Rogues and Company, New York,  John Lane Company, 1921.
- James Otis, Toby Tyler or Ten Weeks with a Circus, Philadelphie, John C. Winston, 1937.
- Charles Dickens, Story of Christmas, Philadelphie, John C. Winston, 1938.
- Washington Irving, Rip Van Winkle, New York, Garden City Publishing, 1939.
- Christmas in Dickens, Garden City Publishing, 1941.
- Clement Clarke Moore, Night Before Christmas, John C. Winston Company, 1942.